# 쿠플라자
쿠플라자(KHUPLAZA)는 경희대학교의 포털 사이트이다. 강의정보 및 주변 상권 정보, 학내 각종 정보 등을 제공하며 일상 대화, 정치관련 토론, 연애, 각종 질문 등의 주제가 자유롭게 올라오는 인터넷 공간이다. 쿠플라자의 표어는 '경희인의 광장'이며, "쿠플라자"는 영문 약자 "khu" 와 광장을 지칭하는 영 단어 "plaza"의 합성어이다.
2002년 khu.cc로 개설된 것이 시초였으며 2004년 2월 15일 쿠플라자(KHUPLAZA)로 이름을 바꾸어 명맥을 이었다. 개설과 동시에 khu.cc의 도메인으로 포워딩 서비스가 제공되어 그 연속성을 유지하였고 현재까지 khu.cc는 쿠플라자의 보조 접근 주소이다. 익명성이라는 자유로움이 사이트 발전에 가장 큰 요인이었다. 초기 비로그인 사용자의 글작성 권한과 열람권한이 제공 되었으나 현재는 학내 사용자에 한하여 사용이 허가되고 있으며 학내 구성원 인증 시스템이 존재한다.
학생들의 주된 정보 취득처 및 교환처의 역할을 담당하고 있다. 학생들이 주로 학내 여론을 형성하는 장이다.

## 구성
대학내 각종 정보를 제공하는 배움터 항목이 있으며 경희라이프 항목에서는 일상생활에 유용한 정보가 취업관련 항목에서는 취업정보가 제공된다. 연애 주제 게시판과 커뮤니케이션형 게시판이 활성화되어 있으며 학내 언론 게시판과 고정필진에 의한 컨텐츠 제공 게시판이 존재한다.

## 역사
- 2002년 경희대 재학생에 의해 경희 익명 게시판 khu.cc 개설.
- 2004년 khu.cc의 서비스 중단으로 인해 khuplaza.com 서비스 개시. khu.cc 포워딩 서비스 시작.
- 2010년 3월 현재의 구성으로 개편 서비스 시작.[3]

## 같이 보기
- 경희대학교
- 스누라이프
- 고파스